# جيسي بيركت
جيسي بيركت (بالإنجليزية: Jesse Burkett) هو لاعب كرة قاعدة أمريكي، ولد في 4 ديسمبر 1868 في ويلينغ في الولايات المتحدة، وتوفي في 27 مايو 1953 في ورسستر في الولايات المتحدة.

## وصلات خارجية
- جيسي بيركت على موقعبيزبول رفرنس.كوم (الدوري الرئيسي) (الإنجليزية)
- جيسي بيركت على موقعبيزبول رفرنس.كوم (الدوري الثانوي) (الإنجليزية)
- جيسي بيركت على موقع مشجعي الرسوم البيانية (الإنجليزية)
- جيسي بيركت على موقع قاعة مشاهير كرة القاعدة (الإنجليزية)
- جيسي بيركت على موقع إن إن دي بي (الإنجليزية)